# Helianthemum bicknellii
Helianthemum bicknellii là một loài thực vật có hoa trong họ Nham mân khôi. Loài này được Fernald mô tả khoa học đầu tiên năm 1919.